# 타머 해선
타머 해선(Tamer Hassan, 1968년 3월 18일 ~ )은 잉글랜드의 배우이다.

## 출연 작품
- 홀로도모르:우크라이나 대학살 (2016)
- 브레이크다운 (2016)
- 로봇 오버로드 (2014)
- 자유의 아들들 (2013)
- 라이즌 (2012)
- 잭 폴스 (2011)
- 프리러너 (2011)
- 블러드 아웃 (2011)
- 더블 (2011)
- 하이크 (2011)
- 반디드 바이 블러드 (2010)
- 라스트 세븐: 지옥의 묵시록 (2010)
- 킥 애스: 영웅의 탄생 (2010)
- 타이탄 (2010)
- 시티 래츠 (2009)
- 데드 맨 러닝 (2009)
- 데드 캠프 3 (2009)
- 골! 3 (2009)
- 카스 (2008)
- 써커 펀치 (2008)
- 비욘드 더 레이브 (2008)
- 페리맨 (2007)
- 이스턴 프라미스 (2007)
- 호텔 바빌론 (2006)
- 비즈니스 (2005)
- 세븐 세컨즈 (2005)
- 더 독 (2005)
- 배트맨 비긴즈 (2005)
- 풋볼 팩토리 (2004)
- 칼슘 키드 (2004)
- 레이어 케이크 (2004) - 테리 역

### 텔레비전
- 캐주얼티 (1986)
- 이스트엔더스 (1985)